# Pere Martínez Rosich
Pere Martínez Rosich   (Palma, 1 d'abril de 1846 - novembre 1933) fou un empresari, banquer i polític mallorquí. En la década de 1880 va crear juntament amb Antoni Planas Franch, la Banca Martínez y Planas. Va ser Senador per les Balears en els periodes1898-1899 i 1905-1907. Membre del partit liberal, de l'1 de gener a l'agost de 1918 fou Batle de Palma. Va participar en el moviment associatiu, va ser president de la societat mutualista «La Protectora» i, a Palma, va crear la cooperativa «la Cívica».